# Kugelzweieck

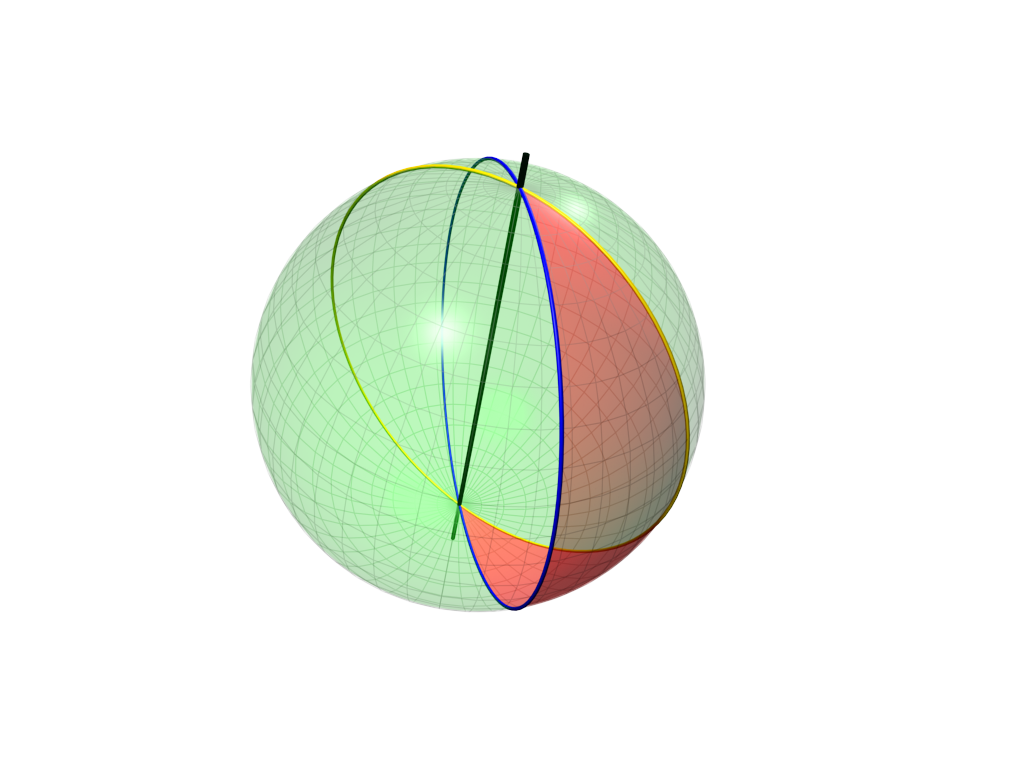
Kugelzweieck

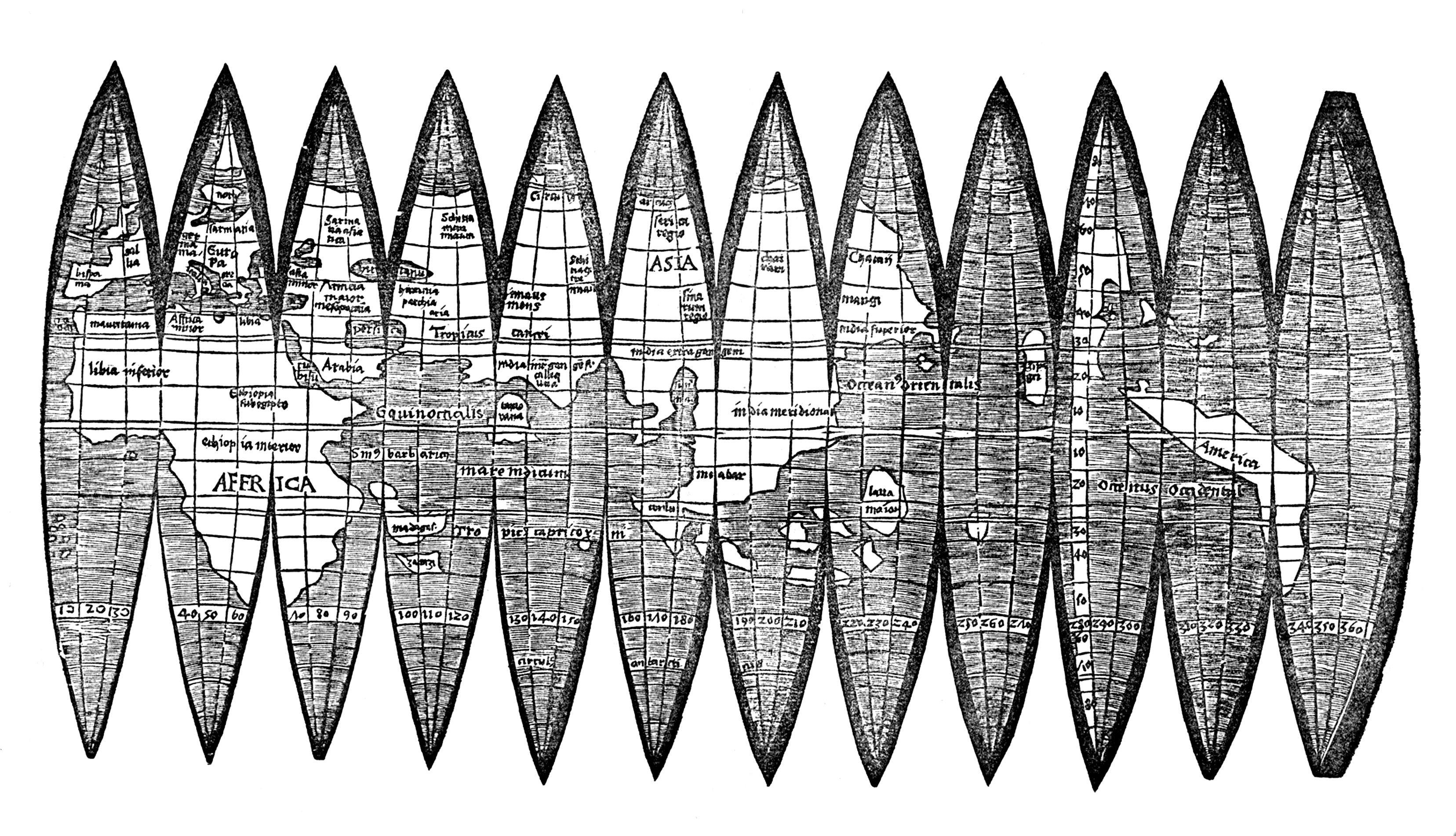
Zweiecke für einen Globus von Martin Waldseemüller (um 1470–1522)

Ein Kugelzweieck, auch sphärisches Zweieck, Kugelzweiseit, Zwickel oder nur Zweieck (Digon) genannt, ist in der sphärischen Geometrie (Kugelgeometrie) eine Punktmenge auf einer Kugel, die von zwei halben Großkreisen begrenzt wird. 
Zwei beliebige Großkreise auf einer Kugel schneiden sich stets in genau zwei gegenüberliegenden Punkten. Sie teilen sich so gegenseitig in je zwei Halbkreise und zusammen die Kugeloberfläche in vier Kugelzweiecke. Bei Globen, kugelförmigen Modellen der Erdkugel, bildet zum Beispiel die von zwei Meridianen eingeschlossene Fläche ein Kugelzweieck, wobei Nord- und Südpol des Globus die Ecken sind. 
Die beiden Ecken eines beliebigen Kugelzweiecks liegen auf der Kugeloberfläche genau gegenüber. Die Seitenlängen betragen jeweils den halben Umfang eines Großkreises. Die beiden Innenwinkel sind gleich groß. Das von einem Kugelzweieck eingeschlossene Volumen ist ein Kugelkeil. Ein dritter Großkreis, der nicht durch die Ecken geht, teilt das Kugelzweieck in zwei Kugeldreiecke.

## Formel
Für den Flächeninhalt des Kugelzweiecks gilt ({\displaystyle 4\,\pi \,r^{2}} ist die Oberfläche der gesamten Kugel):
{\displaystyle A={\frac {\gamma }{360^{\circ }}}\cdot 4\,\pi \,r^{2}={\frac {\gamma }{90^{\circ }}}\cdot \pi \,r^{2}}
Hier stehen
- {\displaystyle \gamma } für die Größe eines Innenwinkels (im Gradmaß)
- r für den Radius der Kugel.

Ist {\displaystyle \,\gamma } im Bogenmaß gegeben, lässt sich die Formel auch schreiben als:
{\displaystyle A={\frac {\gamma }{2\,\pi }}\cdot 4\,\pi \,r^{2}=2\gamma r^{2}}
Beispiel: Auf der idealisierten Erdkugel hat ein Kugelzweieck, das von zwei benachbarten Meridianen begrenzt wird (also {\displaystyle \,\gamma } = 1°), die Fläche
{\displaystyle A={\frac {1^{\circ }}{90^{\circ }}}\cdot \pi \,(6370\ \mathrm {km} )^{2}=1{,}4\ \mathrm {Mio\ km} ^{2}}